# Lestodiplosis
Lestodiplosis is een geslacht van muggen uit de familie van de galmuggen (Cecidomyiidae). De wetenschappelijke naam van de soort is voor het eerst geldig gepubliceerd in 1894 door Jean-Jacques Kieffer. Kieffer gebruikte eerst de spelling Leptodiplosis maar vervolgens Lestodiplosis. Deze wordt beschouwd als de geldige originele spelling.
Kieffer gaf als de typesoort op Lestodiplosis septemguttata.
Lestodiplosis is een kosmopolitisch geslacht. De larven van alle gekende soorten zijn predatoren op vele soorten insecten, mijten of andere kleine ongewervelde dieren. Er zijn meer dan honderd soorten beschreven.

## Soorten
- L. acanthoidis Barnes, 1928
- L. acerinus (Felt, 1907)
- L. achilleae Barnes, 1928
- L. aestiva (Tavares, 1916)
- L. affinis Barnes, 1928
- L. alternans Kieffer, 1898
- L. alvei Barnes, 1934
- L. anthemidis (Loew, 1850)
- L. apocyniflorae Felt, 1908
- L. aprimiki Barnes, 1928
- L. arcuata (Winnertz, 1853)
- L. asclepiae Felt, 1908
- L. asphodeli Barnes, 1935
- L. asteris (Felt, 1907)
- L. aulacaspidis (Del Guercio, 1918)
- L. basalis Felt, 1908
- L. caliptera (Fitch, 1845)
- L. callida (Winnertz, 1853)
- L. carolinae (Felt, 1907)
- L. casta (Mohn, 1955)
- L. centralis (Winnertz, 1853)
- L. cerasi Felt, 1908
- L. cincta Felt, 1908
- L. cinctipes (Felt, 1914)
- L. cirsii Barnes, 1928
- L. clematiflorae Felt, 1908
- L. coni (Kieffer, 1920)
- L. conyzae Kieffer, 1909
- L. corticalis Kieffer, 1898
- L. cossae (Shimer, 1869)
- L. crataegifolia Felt, 1908
- L. cruenta Kieffer, 1898
- L. cryphali (Kieffer, 1894)
- L. chrysanthemi Kieffer, 1913
- L. dactylopii (Del Gueriio, 1918)
- L. diaspidis Kieffer, 1910
- L. eupatorii (Felt, 1907)
- L. fascipennis (Winnertz, 1853)
- L. fenestra (Felt, 1908)
- L. filicis (Felt, 1907)
- L. fitchii (Felt, 1912)
- L. flavoleata (Winnertz, 1853)
- L. flavomarginata (Felt, 1907)
- L. florida Felt, 1908
- L. floridana Johannsen, 1945
- L. fratricida Kieffer, 1895
- L. fraxinifolia Felt, 1908
- L. frirenii (Kieffer, 1888)
- L. gammae Barnes, 1928
- L. giardi Kieffer, 1896
- L. globosa Felt, 1908
- L. gracilis Nijveldt, 1953
- L. grassator (Flyes, 1883)
- L. guttata (Loew, 1850)
- L. heterobiae Barnes, 1928
- L. hicoriae (Felt, 1907)
- L. hieracii Barnes, 1928
- L. holstei Kieffer, 1920
- L. hopkinsi (Felt, 1911)
- L. hordei Barnes, 1928
- L. hyperici Tavares, 1919
- L. inclusae Kieffer, 1909
- L. inermis Kieffer, 1913
- L. irenae (Gagne, 1972)
- L. iridipennis Johnson, 1929
- L. jacobeae Barnes, 1928
- L. juniperina (Felt, 1907)
- L. lanceolatae Barnes, 1928
- L. laticaulis Gagne, 1993
- L. lineata Kieffer, 1898
- L. liviae Rübsaamen, 1901
- L. longifilis (Kieffer, 1901)

- L. macrorosae Barnes, 1928
- L. maculata (Winnertz, 1853)
- L. maculipennis Greene, 1941
- L. marini (Tavares, 1919)
- L. massalongoi Rübsaamen, 1895
- L. miastoris Kieffer, 1913
- L. miki Barnes, 1928
- L. mirabilis (Kieffer, 1895)
- L. morchellae Rübsaamen, 1911
- L. moricolata Gagne, 2004
- L. muricatae Barnes, 1928
- L. necans (Rübsaamen, 1892)
- L. novangliae Felt, 1933
- L. pallidicornis Kieffer, 1898
- L. parricida Rübsaamen, 1906
- L. pavonia (Loew, 1850)
- L. perrisi Gagne, 2004
- L. pini Barnes, 1928
- L. pisi Barnes, 1928
- L. platanifolia Felt, 1908
- L. plicatricis Barnes, 1928
- L. polypori (Loew, 1850)
- L. populifolia Felt, 1908
- L. pugionis (Felt, 1911)
- L. pulchella (Winnertz, 1853)
- L. pyri Barnes, 1928
- L. quercina (Tavares, 1922)
- L. quercus (Tavares, 1919)
- L. raphani Barnes, 1929
- L. roburella (Del Guercio, 1918)
- L. rosarum Barnes, 1928
- L. rosea Kieffer, 1898
- L. rudbeckiae (Beutenmüller, 1907)
- L. rufa (Felt, 1908)
- L. rugosa (Felt, 1907)
- L. rumicis Felt, 1908
- L. satiata Felt, 1920
- L. scrophulariae (Felt, 1907)
- L. septemguttata Kieffer, 1898
- L. septemmaculata (Walsh, 1864)
- L. solani Barnes, 1928
- L. solidaginis Felt, 1908
- L. spiraeafolia Felt, 1908
- L. strobilobii (Del Gueriio, 1918)
- L. sylvestris (Felt, 1907)
- L. tarsonemi Rübsaamen, 1895
- L. taxiconis Foote, 1956
- L. tetrachaeta (Kieffer, 1913)
- L. tibialis (Winnertz, 1853)
- L. tragopogonis Barnes, 1928
- L. traili Barnes, 1928
- L. triangularis (Felt, 1907)
- L. trifolii Barnes, 1928
- L. tripidiperda (Del Gueriio, 1918)
- L. trivitatta Rübsaamen, 1921
- L. tsugae (Felt, 1907)
- L. urticae Nijveldt, 1951
- L. variegata (Macquart, 1826)
- L. vasta (Mohn, 1955)
- L. verbenifolia Felt, 1908
- L. viburni Barnes, 1928
- L. vorax (Rübsaamen, 1892)
- L. winnertziae Kieffer, 1909
- L. woeldickii (Contarini, 1839)
- L. xylodiplosuga Skuhrava, 2001
- L. yuccae Felt, 1908